# Francis Edgeworth
Francis Ysidro Edgeworth (Írország, Edgeworthstown, 1845. február 8. – Anglia, Oxford, 1926. február 13.) ír közgazdász és statisztikus, aki a közgazdaságtudományban maradandót alkotott a közömbösségi görbék rendszerének megalkotásával. Nevéhez fűződik még a szerződési görbe és az úgynevezett Edgeworth-doboz vagy Edgeworth-négyszög kidolgozása. (Az utóbbit Pareto-féle box-diagramnak is nevezik.) Mint statisztikus, a korrelációszámítást fejlesztette tovább, s az index-számításban a bázis és a tárgyidőszak fogyasztási szerkezettel számított indexek számtani átlagaként képzett indexet róla nevezik Edgeworth-indexnek.

## Életútja
Iskoláit Dublinban és Oxfordban végezte. Professzorként 1891-től 1922-ig dolgozott Oxfordban. 1891 és 1926 között az Economic Journal című lap főszerkesztőjeként is tevékenykedett. 1907-ben a Royal Statistical Society (a Királyi Statisztikai Társaság) a Guy-emlékérem arany fokozatával tüntette ki.

## Kísérlete akeresleti görbemegszerkesztésére a közömbösségi görbék rendszere révén

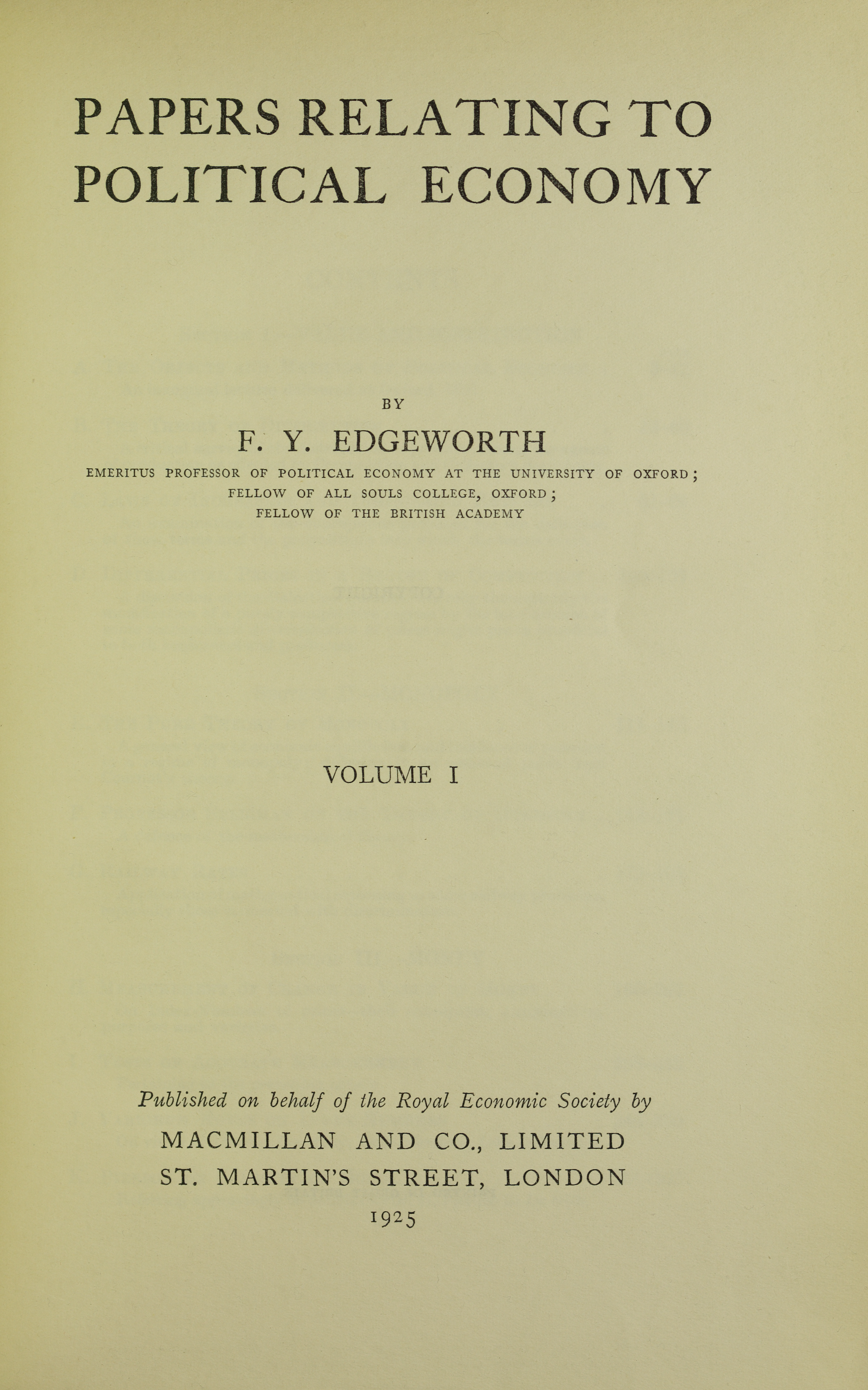
Papers relating to political economy, 1925

A határhaszon-elmélet egy-egy jószágfajta egy-egy egységének hasznosságát csak saját mennyiségének függvényeként ábrázolta. Edgeworth hívta fel a figyelmet arra, hogy egymást kiegészítő javaknál az egyik jószágfajta egy-egy egységének hasznossága nőhet a jószágkészlet mennyiségének csökkenése nélkül is, ha kiegészítő jószágot vásárolunk hozzá. Például húshoz burgonyát, teához cukrot, stb. Az egymást helyettesítő javaknál a helyzet fordított. Például a tea határhaszna csökkenhet a mennyiségének növekedése nélkül is, ha kávét vásárolunk hozzá. Ezért Edgewort szerint általánosított hasznossági függvényre van szükség, amely számol ezekkel az összefüggésekkel. A függvénynek arra a kérdésre kellett választ adni, hogy meg lehet-e határozni, milyen cserearány mellett jön létre egyensúly, ha két egyén saját jószágkészletét folyamatosan cseréli egymással, mivel ekkor a cserearány is minden csereaktus után változik. Edgeworth válasza erre az, hogy a felek mindaddig folytatják a cserét, amíg mindkét egyénnél a kapott javak határhaszna nagyobb, mint az átadottaké, azaz a csere határán a kapott és az átadott javak hasznossága mindkét félnél azonos. Ennek az esetnek azonban számos kombinációja létezhet, melyeket egy kéttengelyes koordináta rendszerben ábrázolva – Edgeworth kifejezésével – az állandó kielégültség görbéit, a közömbösségi görbéket kapjuk. Azon pontokat, ahol a két jószág határhasznának aránya mindkét fél számára azonos nevezi Edgeworth a szerződési görbének. 
Szerinte az egyensúlyi cserearány két fél közvetlen cseréje esetén meghatározatlan, függ erőviszonyaiktól, attól, hogy egyéni ügyességüktől függően milyen cserearány mellett kezdték el a cserét, illetve az egymás utáni csereaktusok során miként alakultak a cserearányok. A végső cserearány kialakulását azonban nyilván befolyásolja az a körülmény is, hogy mindkét fél saját termékéből eredetileg milyen mennyiséggel rendelkezett. Csak annyit lehet megállapítani, hogy az egyensúlyi pont valahol a szerződési görbe mentén alakul ki. A két jószág együttes hasznát véve figyelembe Edgeworth megadja a szükséges általános hasznossági függvényt.
Edgeworth a közömbösségi görbék megszerkesztése során feltételezte, hogy a hasznosság mérhető, s a mérhető össz-hasznosság révén igyekezett levezetni a közömbösségi görbéket. Tekintve, hogy erre nincs mértékegység, az elmélet ezen hiányosságát a későbbiekben Vilfredo Pareto, majd Hicks kísérelte meg kiküszöbölni.

## Főbb művei
- New and Old Methods of Ethics (1877)
- Mathematical Psychics (1881)
- Metretike (1887)
- Papers Relating to Political Economy (1925)